# جين بيتي
جين بيتي (بالإنجليزية: Gene Petit)‏ هو مصارع هاوي أمريكي، ولد في 19 مايو 1949 في مقاطعة هامفريس في الولايات المتحدة، وتوفي في 29 سبتمبر 2013.

## وصلات خارجية
- جين بيتي على موقع CageMatch worker (الإنجليزية)

- جين بيتي على موقع IMDb (الإنجليزية)